# De Lighallen
De Lighallen was een Nederlands tuberculose-sanatorium in Den Haag.

## Geschiedenis
De 's-Gravenhaagsche Vereeniging tot bestrijding der Tuberculose werd in 1904 opgericht. Voor de behandeling van de tuberculose-patiënten van Den Haag verkreeg de vereniging in 1907 een lighal van het Rode Kruis. Het houten gebouwtje aan de Doorniksestraat werd ingericht als dagverblijf voor tien mannelijke patiënten, die 's avonds weer naar hun eigen huis gingen. Het jaar daarop verscheen er een stenen gebouwtje waar de tien patiënten dag en nacht konden verblijven. Vanwege het groeiende aantal besmettingen werd er verbouwd en kwam er in 1922 een nieuw gebouw, waar zowel mannen als vrouwen konden verblijven. In sanatorium De Lighallen waren 48 bedden. De tuberculosebestrijding in Den Haag bestond in die tijd uit drie locaties: een consultatiebureau, sanatorium De Lighallen voor volwassen en sanatorium Huis ter Drift in Doorn voor kinderen.
Eind jaren dertig werden plannen gemaakt voor een nieuw sanatorium naar ontwerp van Hendrik Vredenrijk Gerretsen. De patiënten werden een jaar lang gehuisvest in barakken aan de Tapijtweg. Op 15 augustus 1940 was het zover en konden de patiënten het nieuwe gebouw betrekken. Van het oude sanatorium was alleen het vrouwenpaviljoen blijven staan, alhoewel het grondig gerestaureerd werd. Tijdens de Tweede Wereldoorlog werd het sanatorium door de Duitsers in gebruik genomen als ziekenhuis. De patiënten verbleven in die tijd in Huis Verwolde in het Gelderse Laren.
In 1945 werd de Stichting Haagsch Noodsanatorium (vanaf 1949: Stichting Haagsch Sanatorium) exploitant van De Lighallen. Vanaf 1964 werden er naast tuberculose-patiënten ook patiënten met andere longaandoeningen behandeld. In 1974 werd het sanatorium definitief gesloten. Daarna zat er nog tot 1981 een verpleeginrichting, waarna de gemeente het complex kocht.